# Keeseville
Keeseville és una vila a cavall entre el Comtat de Clinton i Essex a l'Estat de Nova York dels Estats Units d'Amèrica.

## Demografia
Segons el cens dels Estats Units del 2000 Keeseville tenia 1.850 habitants, 706 habitatges, i 477 famílies. La densitat de població era de 610,5 habitants/km².
Dels 706 habitatges en un 34,4% hi vivien nens de menys de 18 anys, en un 48,7% hi vivien parelles casades, en un 13,6% dones solteres, i en un 32,4% no eren unitats familiars. En el 24,9% dels habitatges hi vivien persones soles l'11% de les quals corresponia a persones de 65 anys o més que vivien soles. El nombre mitjà de persones vivint en cada habitatge era de 2,57 i el nombre mitjà de persones que vivien en cada família era de 3,04.
Per edats la població es repartia de la següent manera: un 27,1% tenia menys de 18 anys, un 8,5% entre 18 i 24, un 29,2% entre 25 i 44, un 22,4% de 45 a 60 i un 12,8% 65 anys o més.
L'edat mediana era de 36 anys. Per cada 100 dones de 18 o més anys hi havia 90,9 homes.
La renda mediana per habitatge era de 32.813 $ i la renda mediana per família de 36.181 $. Els homes tenien una renda mediana de 28.229 $ mentre que les dones 21.500 $. La renda per capita de la població era de 13.939 $. Entorn del 10,9% de les famílies i el 15,3% de la població estaven per davall del llindar de pobresa.